# Mânio Túlio Longo
Mânio Túlio Longo (em latim: Manius Tullius Longus; m. 500 a.C.) foi um cônsul da família dos Túlios (em latim: Tullii) em 500 a.C., durante os primeiros anos da República Romana, junto com Sérvio Sulpício Camerino Cornuto.

## História
Lívio relata que não ocorreram eventos importantes durante seu mandato, mas Dionísio de Halicarnasso afirma que uma conspiração para restaurar os Tarquínios no poder foi detectada e esmagada por Camerino. Túlio morreu durante o mandato e deixando seu colega sozinho na função.